# Községi tanács (Szovjetunió)
A községi tanács (oroszul: сельский совет [szelszkij szovet] röviden сельсовет [szelszovet]; ukránul: сільська рада [szilszka rada], röviden сільрада [szilrada]) az első oroszországi forradalom idején (1905) keletkezett önigazgató társadalmi szervezettípus volt. Az 1917-es forradalommal, a hatalomnak a szovjetek kezébe adásával a községi tanácsok helyi államhatalmi szervvé, illetve közigazgatási egységgé váltak. A Szovjetunió felbomlása után az önállóvá vált volt szovjetköztársaságokban sok helyen továbbra is használják az elnevezést, részben hivatalos elnevezésként is.
A községi tanácsokhoz általában több település tartozott.